# Canton (villaggio, New York)
Canton è un villaggio degli Stati Uniti d'America, situato nello Stato di New York, nella contea di St. Lawrence, della quale è il capoluogo.